# تشارلز ماركس
تشارلز ماركس (بالفرنسية: Charles Marx)‏ هو كاتب غير روائي وطبيب التوليد والنساء وسياسي لوكسمبورغي، ولد في 26 يوليو 1903 في لوكسمبورغ في لوكسمبورغ، وتوفي في 13 يونيو 1946 بسبب حادث مرور. حزبياً، نشط في Communist Party of Luxembourg ‏.